# Jan Chrzciciel Souzy
Jan Chrzciciel Souzy (zm. 1794) – francuski kapłan diecezji La Rochelle, męczennik rewolucji francuskiej, błogosławiony Kościoła rzymskokatolickiego.
Beatyfikowany w grupie 109 męczenników: 64 męczenników z La Rochelle (Męczennicy z La Rochelle lub Rochefort) i 45 męczenników wojny domowej w Hiszpanii, przez papieża Jana Pawła II w dniu 1 października 1995 roku.